# Кукраук (приток Сикаси)
Кукраук (Кук-Караук) (баш. Ҡуҡырауыҡ) — река в России, левый приток Сикаси. Длина — 12 км.
На берегу реки находился ныне исчезнувший одноимённый хутор. Возле истока реку пересекает дорога Р316, далее следующая вдоль всего её течения.
Кукраук берёт начало в 6 км к западу от с. Кулгунино в урочище Большого Алатау. Протекает с востока на запад по территории заказника «Ишимбайский» и впадает в Сикасю в 13 км от её устья и в 7 км выше по течению от села Макарово. В засушливые годы пересыхает.
Течёт в скалах — отложениях франского—фаменского ярусов, под большим уклоном. Падает несколькими струями, образуя водопад Кук-Караук. Ответвление слева основного потока течёт в пещере Зигановка (Кук-Караук). По камням возле водопада растёт в большом количестве редкое растение — очиток гибридный, папоротник вудсия северная.

## Притоки
(км от устья)
- 3 км: Кунгуртуй (лв)
- 5 км: Япраккушъелга (пр)
- 10 км: Красная (баш. Ҡыҙыл) (лв)

## Ландшафт
Кленово-берёзово-липовые леса с примесью ильма на серных лесных почвах.

## Топонимика
баш. Ҡуҡырауыҡ означает «грохочущая»